# Fausto Sozzini
Fausto Sozzini, o Socini e Socino (Siena, 5 dicembre 1539 – Lusławice, 3 marzo 1604), è stato un teologo e riformatore religioso italiano.
Fu fautore, insieme allo zio Lelio, di un cristianesimo ragionato e tollerante, caratterizzato dalla semplicità evangelica del culto e della fede, in seguito denominato socinianesimo.

## Biografia
Sozzini nacque a Siena, figlio di Alessandro Sozzini e Agnese Petrucci (figlia, a sua volta, di Borghese Petrucci e perciò nipote di Pandolfo Petrucci; la madre di Agnese, invece, era Vittoria Piccolomini Todeschini, figlia di Andrea Piccolomini Todeschini, fratello di papa Pio III e quindi nipote di papa Pio II).
Suo padre Alessandro Sozzini, il più anziano di undici fratelli, nacque nel 1509 e morì a soli 32 anni nel 1541.
Fausto non ricevette un'istruzione regolare, essendo educato in casa con la sorella Fillide, e trascorse la sua gioventù in saltuarie letture a Borgo Scopeto, la residenza di campagna della famiglia. Alle donne della sua famiglia dovette la forte impronta morale che lo ha segnato per tutta la vita. Il suo primo stimolo intellettuale provenne da suo zio Celso Sozzini, nominalmente un cattolico romano, ma spirito libero, fondatore dell'Accademia del Sizienti (1554), di cui il giovane Fausto fu membro.
Nel 1556 il nonno Mariano Sozzini, insigne giurista senese, lasciò a Fausto, come solo figlio del suo primogenito, un quarto delle proprietà di famiglia, il che lo rese indipendente. L'anno successivo entrò nell'Accademia degli Intronati, il centro della vita intellettuale a Siena, con il nome di Frastagliato, mentre lo zio Celso aveva il nome di Sonnacchioso. In quel tempo il giurista Guido Panzirolo lo descrive come un giovane di talento, con una promettente carriera legale, ma Fausto mostrava poco interesse per la giurisprudenza, preferendo scrivere sonetti. Nel 1558-1559 il sospetto di luteranesimo cadde su di lui come sugli zii Celso e Camillo.

### Lione e Ginevra
Nel 1561 si reca a Lione, probabilmente per impegnarsi in attività mercantili; ritornato in Italia dopo la morte dello zio Lelio, lo troviamo nel 1562 nei registri della chiesa italiana di Ginevra; non risultano tracce di relazione con Calvino. L'anno successivo torna a Lione. Dallo zio Lelio riceve in eredità le sue carte e appunti non pubblicati, in cui si impostano i primi passi di una critica anti-trinitaria del cristianesimo, critica rivolta sia al cattolicesimo romano che alle chiese riformate. Nella sua Brevis explicatio (Lione, 1562), un commento al prologo del Vangelo di San Giovanni, in cui richiama molti punti di un analogo scritto dello zio Lelio, l'incipit del Vangelo ("In principio era il Verbo") viene interpretato non come un riferimento al principio dei tempi ma al principio del Vangelo stesso. In questo modo non si riconosce a Cristo una preesistenza eterna e se ne riduce sostanzialmente il grado di divinità. Il Sozzini attribuisce a Cristo una divinità funzionale, non
essenziale e in una lettera del 1563 respinge l'immortalità incondizionata dell'anima, una posizione successivamente sviluppata nella sua disputa con l'umanista Francesco Pucci.

### Firenze
Verso la fine del 1563 torna in Italia, apparentemente conformandosi alla chiesa cattolica romana, e per dodici anni resta al
servizio di Isabella de' Medici, figlia del Granduca di Toscana Cosimo (non, come Samuel Przypkowski dice, al servizio dello stesso Granduca). Tra il 1565 e il 1568 scrisse il saggio Il frastagliato Intronato. In seguito Sozzini considererà questa fase della sua vita come sprecata. Su iniziativa di un grande personaggio (rimasto ignoto) scrive nel 1570 il trattato De auctoritate s. Scripturae.
Nel 1571 è a Roma, probabilmente con la sua protettrice. Lascia l'Italia alla fine del 1575, e dopo la morte di Isabella (strangolata dal marito nel 1576) declina i tentativi del granduca Francesco, fratello di Isabella, di farlo tornare. Francesco era senza dubbio a conoscenza dei motivi di dissensi religiosi che portano il Sozzini a lasciare l'Italia, e si può credere al biografo Samuel Przypkowski secondo cui il granduca avrebbe assicurato a Fausto il reddito delle sue proprietà a patto di astenersi dal pubblicare a proprio nome.

### Basilea
Nel 1575 Sozzini prende residenza a Basilea e si dedica a uno studio attento della Bibbia, comincia a tradurre i Salmi in italiano e, nonostante l'aumento della sordità, intrattiene fitti dibattiti teologici. La sua discussione con Jacques Couet sulla dottrina della salvezza si finalizza nel trattato De Jesu Christo servatore (finito il 12 luglio 1578), circolato in forma manoscritta e infine notato e apprezzato da Giorgio Biandrata, medico di corte in Polonia e Transilvania, attivo animatore delle comunità eterodosse di quelle regioni.

### Transilvania
Per un breve periodo (1559-1571) la Transilvania godette di piena libertà religiosa, protetta dal principe Giovanni Sigismondo, di tendenze anti-trinitarie. Qui Biandrata cercava di limitare le tendenze ebraizzanti dell'eloquente vescovo anti-trinitario Ferenc Dávid (1510-1579), con il quale aveva in un primo momento collaborato. Poiché una grave accusa di immoralità aveva distrutto la sua influenza su Dávid, Biandrata si rivolse a Sozzini perché cercasse di ragionare con Dávid, che aveva completamente rinunciato al culto di Cristo.
In materia di culto, Sozzini distingueva tra la adoratio Christi, l'omaggio del cuore, obbligatoria per tutti i cristiani, e la invocatio Christi, la diretta invocazione di preghiera, permessa ma non obbligatoria (mentre era considerata obbligatoria dal Biandrata). Per Sozzini comunque la preghiera era ricevuta dal Cristo in qualità di mediatore e trasmessa al Padre.
Nel novembre 1578 Sozzini raggiunge Kolozsvár dalla Polonia e fa del suo meglio, durante una visita di quattro mesi e mezzo presso Dávid, per convertirlo alla sua dottrina dell'invocazione, ma senza alcun successo. Dávid esercitò tutto il suo potere per denunciare dal pulpito ogni tipo di culto del Cristo, attirandosi dal Biandrata l'accusa di innovazione religiosa. Mentre Sozzini tornava precipitosamente in Polonia, Dávid fu processato e quindi incarcerato nella fortezza di Deva, dove perì dopo tre mesi. Molto probabilmente Sozzini non fu partecipe dell'azione del Biandrata anche se approvava che a Dávid fosse impedito di predicare durante il processo. Come in altri casi successivi, (Jacobus Palaeologus, Christian Franken, Martin Seidel) il conflitto teologico, benché non lo rendesse incivile, ne congelava la sua naturale propensione alla gentilezza.
In séguito Biandrata si riconvertì alla religione cattolica; la dedica laudatoria che Sozzini scrisse per lui nel suo De Jesu Christi natura (1584), in risposta al calvinista Andrew Wolan, benché stampata, non fu mai utilizzata.

### Polonia

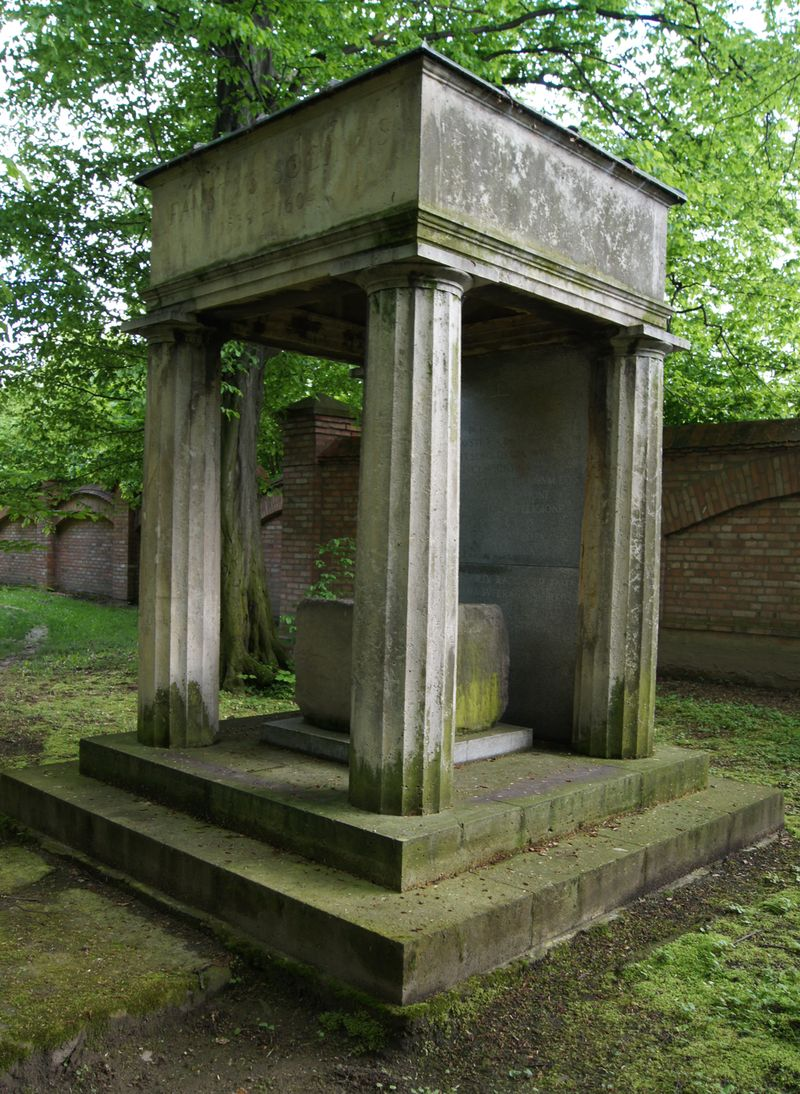
Mausoleo di Fausto Socino a Luslawice, Polonia

Sozzini spese il resto (1579-1604) della sua vita in Polonia. Inizialmente escluso dalla Ecclesia Minor, la chiesa anti-trinitaria polacca, in gran parte anabattista, per le sue opinioni sul battesimo (che considerava applicabile solo ai convertiti non ebrei), Sozzini acquisì poco a poco un'influenza predominante nei suoi sinodi.
Fausto Sozzini convertì la sezione ariana della Ecclesia Minor dalla fede nella preesistenza di Cristo alla posizione Unitaria, e la convinse a rinunciare al loro rifiuto della invocatio Christi. Represse invece gli ebraizzanti che non riuscì a convincere. Attraverso la corrispondenza con gli amici influenzò anche la politica del movimento anti-trinitarista della Chiesa di Transilvania. La sua figura venne ritenuta così influente sul movimento anti-trinitario polacco e transilvano che questa tendenza venne in séguito definita sociniana.
Costretto a lasciare Cracovia dal 1583 al 1585 a causa delle reazioni dei cattolici, venne ospitato da un nobile polacco, Krzysztof Morsztyn, di cui sposò la figlia Elżbieta (1586). Elżbieta morì l'anno seguente, pochi mesi dopo la nascita di una figlia, Agnieszka (1587-1654), in seguito moglie di Stanisław Wiszowaty, padre del teologo Andreas Wiszowaty. Nel 1587 il granduca toscano Francesco morì; a questo evento alcuni biografi attribuiscono la perdita delle sue proprietà italiane, ma lettere inedite mostrano che era in buoni rapporti anche con il nuovo granduca, Ferdinando. Nel frattempo erano sorte alcune controversie familiari sull'interpretazione delle volontà del nonno, e nel mese di ottobre 1590 il Sant'Uffizio di Siena lo diseredò, lasciandogli una pensione che però, a quanto pare, non venne mai pagata.
La fine delle rimesse finanziarie dalla sua proprietà in Italia sciolse l'accordo in base al quale i suoi scritti avrebbero dovuto restare anonimi e Sozzini iniziò a pubblicare a proprio nome. La conseguenza fu che nel 1598 una folla di fanatici cattolici lo espulse definitivamente da Cracovia, distruggendo la sua casa e tentando di ucciderlo. Gli amici gli dettero una pronta ospitalità a Luslawice, 30 km a est di Cracovia, e qui, essendo stato a lungo soggetto a coliche e calcoli renali, morì il 4 marzo 1604.

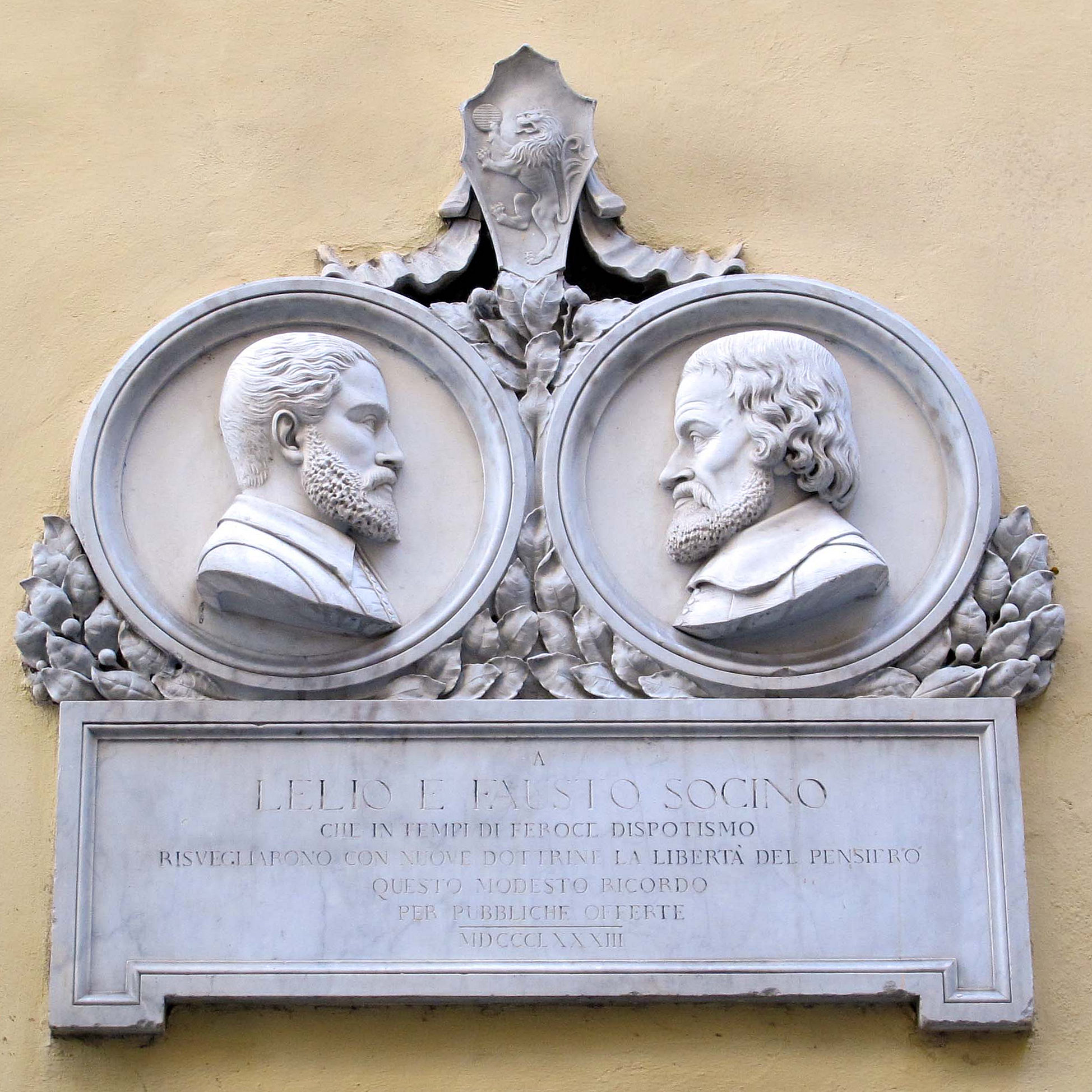
Targa a Lelio e Fausto Sozzini sul palazzo Sozzini-Malavolti in via di Follonica a Siena

Sulla sua prima tomba fu posta la scritta «Chi semina virtù, raccoglie la fama, e vera fama supera la morte.» Nel 1936 i suoi resti furono posti in un mausoleo, dove su un blocco di calcare venne scritto in latino: «Crolli la superba Babilonia: Lutero ne distrusse i tetti, Calvino le mura, Socini le fondamenta.»
Due targhe commemorative ricordano a Siena Lelio e Fausto Sozzini, zio e nipote, sui muri di palazzo Sozzini-Malavolti, che fu della famiglia almeno dal 1465. La prima si trova sulla facciata, in via di Pantaneto, e recita: «Nella prima metà del sedicesimo secolo nacquero in questa casa Lelio e Fausto Sozzini letterati insigni filosofi sommi della libertà di pensiero strenui propugnatori. Contro il soprannaturale vindici della umana ragione fondarono la celebre scuola sociniana precorrendo di tre secoli le dottrine del moderno razionalismo. I liberali senesi ammiratori reverendi questa memoria posero. 1879» La seconda, nella laterale via di Follonica, riporta: «A Lelio e Fausto Socino che in tempi di feroce dispotismo risvegliarono con nuove dottrine la libertà del pensiero. Questo modesto ricordo per pubbliche offerte. 1883»

## Opere
Le opere di Sozzini, pubblicate a cura di suo nipote Andrzej Wiszowaty e del dotto stampatore Frans Kuyper, sono contenute in due volumi in folio (Amsterdam, 1668). Esse formano i primi volumi della Bibliotheca Fratrum Polonorum, il corpus degli scritti più importanti della chiesa anti-trinitaria polacca. Vi sono raccolti tutti gli scritti teologici esistenti di Sozzini, tranne il suo saggio sulla predestinazione (in cui egli nega che Dio possa prevedere l'azione di liberi agenti) anteposto al Dialogi IV di Sebastiano Castellione (1575, ristampato 1613) e la sua revisione di un manuale scolastico, Instrumentum doctrinarum aristotelium (1586).
I suoi pseudonimi, di facile interpretazione, erano Felix Turpio Urhevetanus, Prosper Dysidaeus, Graziano Prosper e Graziano Turpio Gerapolensis (Senensis). Alcuni suoi versi giovanili sono in Scelta di stanze di diversi autori toscani del Ferentilli (1579, 1594); altri versi sono in Cant e in Athenaeum (Aug. II, 1877), ed altri ancora sono conservati a Siena.
Sozzini riteneva che il suo lavoro migliore fosse il Contra atheos, scomparso durante la cacciata da Cracovia (1598). In seguito iniziò, lasciandoli incompleti, più di un lavoro progettato per esporre il suo sistema nel suo complesso.
La sua fama di pensatore si fonda principalmente sulla De Auctoritate sacrae Scripturae (1570) e sul De Jesu Christo servatore (1578). Il primo è stato pubblicato per la prima volta (Siviglia [London, John Wolfe], 1588) dal gesuita López come opera propria, ma con una prefazione in cui si sostiene (in contrasto con la posizione fondamentale di Sozzini) che l'uomo ha una conoscenza naturale di Dio. Una versione francese (1592) fu approvata dai ministri di Basilea, mentre la traduzione in inglese dal Rev. Edward Coombe (Somerset 1731) fu intrapresa in conseguenza dell'elogio (1728) da parte del Vescovo Richard Smalbroke, secondo il quale Ugo Grozio si era ispirato all'opera di Sozzini nella sua De veritate Cristo. rel..
Tra le sue principali tesi teologiche, oltre alla critica della Trinità, si può ricordare la rivalutazione del libero arbitrio e delle buone opere e la concezione del peccato originale che secondo Sozzini non aveva distrutto ogni possibilità di bene nell'uomo.
Anche se da Sozzini prese il nome la scuola sociniana, egli non accettò mai il ruolo di eresiarca, e non aderì mai senza riserve ad alcuna setta. La sua fiducia nelle conclusioni della sua mente gli valse la reputazione di un dogmatico, ma il suo obiettivo costante fu di ridurre e semplificare i fondamenti del cristianesimo. Secondo Delio Cantimori il suo massimo contributo fu appunto la ricerca dell'"unità religiosa da ristabilirsi per ridare al Cristianesimo quell'unità e universalità che aveva perduto".
Una targa commemorativa a Siena (scritta dal prof. Giovanni Brigidi 1879) [5] lo caratterizza come vindice della ragione umana contro il soprannaturale.
Delle sue dottrine non teologiche la più importante, sostenuta nel Defensio verae sententiae... (Loxi Litaourum 1580) è la sua affermazione della illiceità non solo della guerra, ma dell'omicidio in ogni circostanza. Da qui la mitezza relativa delle sue proposte per la gestione dei trasgressori in tema di religione, anche se non si può dire che avesse colto i fondamenti pieni della teoria della tolleranza. Di qui, anche, la sua tesi che ogni magistratura è illecita per un cristiano e che i "veri cristiani" non devono ricorrere al giudice laico ma risolvere i conflitti tra di loro, sempre rinunciando alla vendetta e alla violenza, anche in caso di aggressione armata: "la difesa del Paese e dei confini della Patria non significa nulla per il vero cristiano, che è straniero su questa terra".

## Socinianesimo
La comunità (in seguito chiamata) sociniana iniziò a esistere quando la dieta della Chiesa Riformata Polacca del 1564 decretò l'esclusione degli antitrinitari. Si determinò una separazione tra un'ecclesia major calvinista e un'ecclesia minor che prese il nome di "Chiesa dei Fratelli Polacchi". Il loro centro di riferimento fu la cittadina di Raków. Un punto di svolta fondamentale per l'ecclesia minor fu l'arrivo in Polonia nel 1579 di Fausto Socini che divenne ben presto la guida di tutti gli unitariani locali, tant'è che al sinodo di Brest del 1588 riuscì nell'impresa di unire tutti i gruppi antitrinitari che in suo onore assunsero la denominazione di sociniàni. Tra il 1603 ed il 1605 fu redatta la loro professione di fede: il Catechismo di Raków. Le idee sociniane, perseguitate in tutti i paesi cattolici, luterani e calvinisti, emigrarono un po' dappertutto, soprattutto nei Paesi Bassi, e poi in America dove si confusero nel mare dell'unitarianesimo.

## Riscoperta
Le credenze unitariane cambiarono radicalmente durante la seconda metà del XVIII secolo. Di conseguenza, a partire dal XIX secolo la maggior parte degli unitariani in Gran Bretagna e in America hanno pressoché dimenticato le origini italiane, polacche e olandesi della loro religione. Nel 1957 due storici, Stanislaw Kot e George Hunston Williams hanno resa nota la figura di Sozzini a un più vasto pubblico. La "riscoperta" di Sozzini ha aperto nuove prospettive per due chiese con cristologia sociniana: i cristadelfiani e la Church of God of Abrahamic Faith ("Chiesa di Dio della fede abramica").
Furono sociniani illustri Isaac Newton e Joseph Priestley.